# Mohab El Nahas
Mohab El Nahas (20 de abril de 1996) es un deportista canadiense que compite en judo. Ganó una medalla de bronce en los Juegos Panamericanos de 2019 en la categoría de –90 kg.

## Palmarés internacional
| Juegos Panamericanos | Juegos Panamericanos | Juegos Panamericanos | Juegos Panamericanos |
| Año                  | Lugar                | Medalla              | Categoría            |
| -------------------- | -------------------- | -------------------- | -------------------- |
| 2019                 | Lima (Perú)          | Medalla de bronce    | –90 kg               |